# Drosselklappe (Motor)

Schema einer Drosselklappe

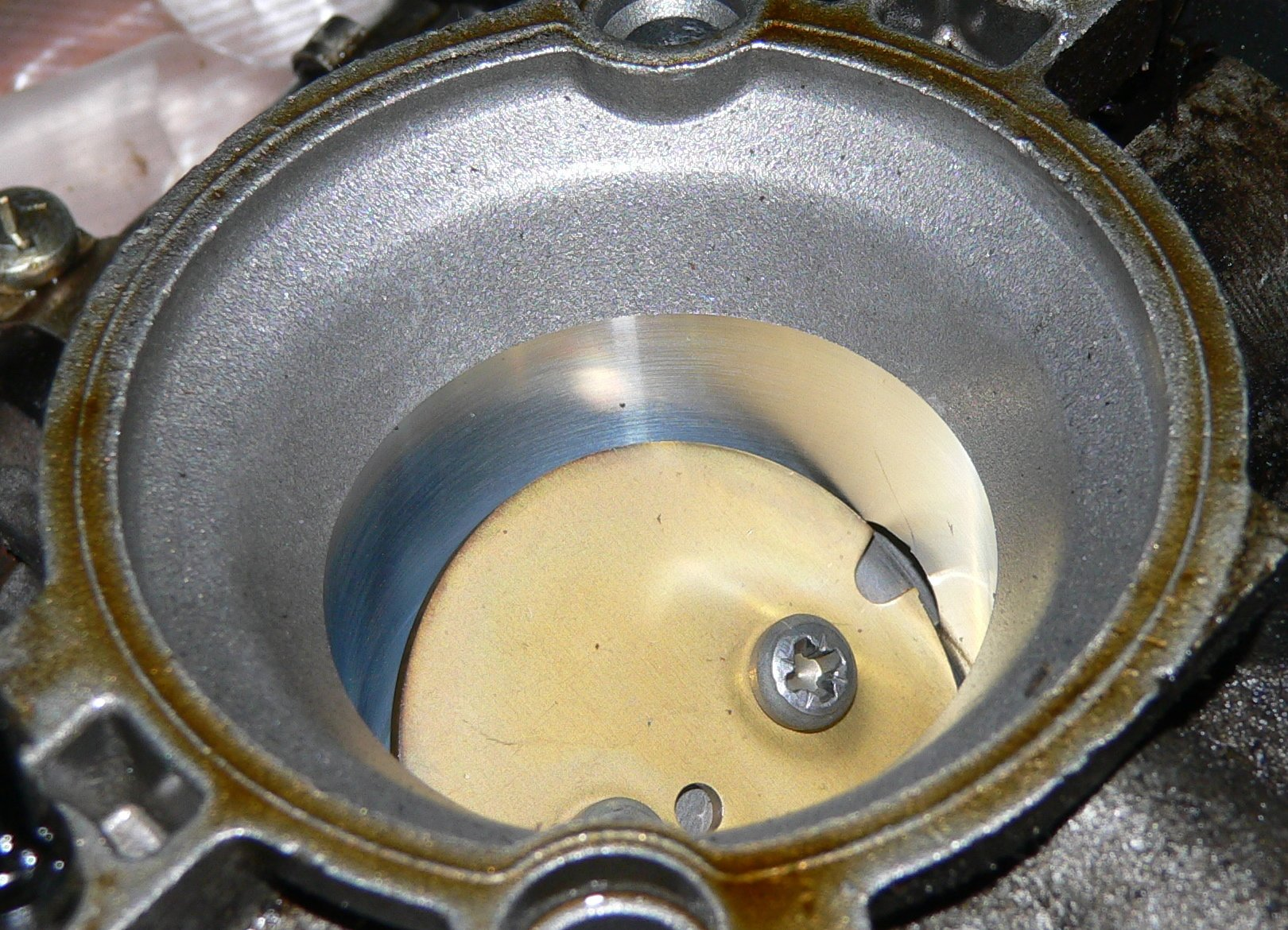
Drosselklappe, ca. 30 % geöffnet

Die Drosselklappe ist das Bauteil eines Ottomotors, mit dem durch Drosselung des Liefergrades das erzeugte Drehmoment eingestellt wird (Quantitätsregelung). Sie befindet sich im Ansaugtrakt zwischen Luftfilter und Saugrohr bzw. dem sich fächerförmig verzweigenden Ansaugkrümmer des Motors. Bei Vergasermotoren sitzt sie als integraler Bestandteil im Vergaser, bei Einspritzmotoren in einem Drosselklappengehäuse.
Ausnahmen sind u. a. Rennsportmotoren und Motoren in sportlichen Serienfahrzeugen (z. B. BMW M3), bei denen sich an jedem Zylinder eine eigene Drosselklappe befindet („Einzeldrossel“).

## Hintergrund

Viertaktzyklus eines ideal-typisch langsam laufenden Ottomotors:
In Takt 1 saugt der Kolben durch das geöffnete Einlassventil (links) Gemisch in den Brennraum

Ottomotoren werden idealerweise mit einem konstanten Verbrennungsluftverhältnis (oder Luftzahl λ) von 1,0 betrieben. Um Drehmoment (und Leistung) zu variieren, muss daher die Gemischmenge (Quantität der Frischladung) mit einer Drosselklappe dosiert werden. Weil das Brennstoff-Luft-Gemisch in der Menge reguliert wird, spricht man von einer quantitativen Gemischregulierung oder Quantitätsregelung.
Saugmotoren erzeugen während des Ansaugtakts durch den im Zylinder sich abwärts bewegenden Kolben einen Unterdruck (Saugdruck), der die Frischladung ansaugt.
Vergaser oder Saugrohreinspritzung versetzen die angesaugte Luft dabei mit der dosierten Menge an Kraftstoff. Dabei entsteht zunächst noch kein gasförmiges Gemisch, sondern zunächst eine Mischung aus Frischluft mit möglichst fein zerstäubtem Kraftstoff, der erst in der Wärme des Zylinders verdampft und geringfügig zu dessen Kühlung beiträgt.

## Aufbau

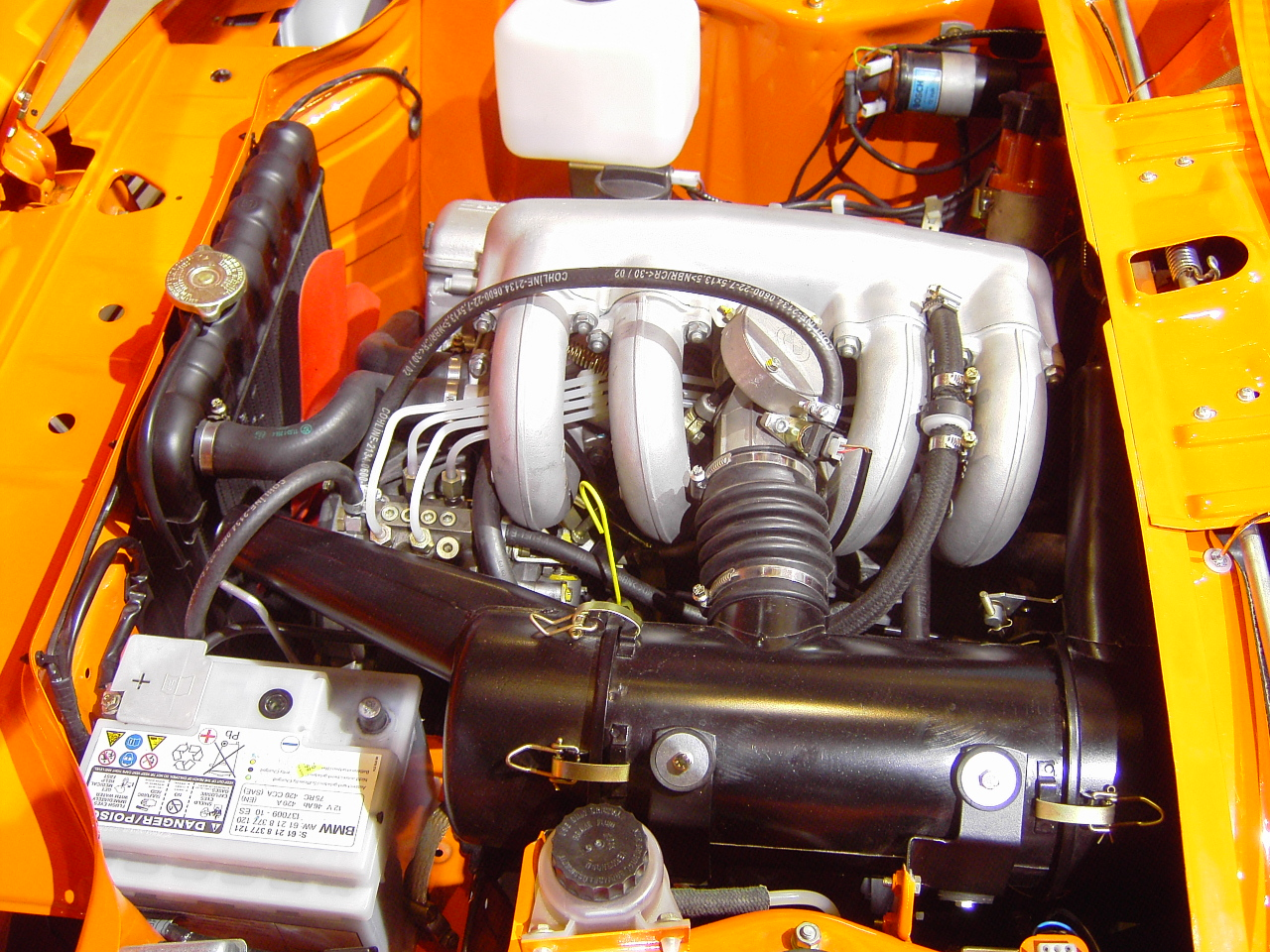
BMW M10-Motor (BMW 2002tii) mit einer zentralen Drosselklappe, die auf vier Ansaugrohre verzweigt

Es gibt Zentraleinspritzungen, bei denen die Einspritzdüse vor der Drosselklappe sitzt, bei Multipoint-Einspritzungen befindet sich meist pro Zylinder je eine Düse im Ansaugkrümmer, also nach der Drosselklappe (Saugrohreinspritzung).
Die Drosselklappe ist meist ein kreisrundes Blech, das auf einer Welle drehbar gelagert in einem zylindrischen Rohr angeordnet ist und im geschlossenen Zustand das Rohr verschließt; seltener sind von der Kreisform abweichende Drosselklappen. Des Weiteren gibt es auch Anordnungen mit mehreren Drosselklappen. Diese versorgen dabei jedoch nicht einen Zylinder, sondern (wie bei einer Klappe) nach wie vor zuerst den Ansaugtrakt, von dem die Luft auf die einzelnen Zylinder verteilt wird. Wenn die Anzahl der Drosselklappen und der Zylinder eines Motors gleich ist (Einzeldrosseln), sitzen sie direkt an den Ansaugkanälen und nicht vor dem Sammelrohr. Fast alle Sportmotoren sind so konstruiert. Ein solches System kann auch als Registerbetätigung realisiert werden, um einen komfortableren Motorlauf zu erreichen.

### Dynamische Steuerung
Durch Betätigen des Gaspedals wird die Drosselklappe geöffnet. Dabei öffnet die Klappe nicht zwingend direkt abhängig von der Pedalstellung. Vor allem durch die elektronische Übertragung der Gaspedalstellung an die Drosselklappe kann über ein Steuergerät aktiv in die Öffnung der Klappe eingegriffen werden. Dabei werden sowohl die Geschwindigkeit der Öffnung als auch die Stellung der Klappe in Abhängigkeit von der Pedalstellung beeinflusst. Das soll die Fahrbarkeit bei leistungsstarken Motoren verbessern oder den Fahrkomfort erhöhen. Ebenso werden so Assistenzsysteme wie eine Geschwindigkeitsregelanlage oder eine Schlupfregelung (Traktionskontrolle) möglich.

### Leerlauf-Einstellung
Wenn die Drosselklappe im Leerlauf den Rohrquerschnitt ganz verschließen würde, stürbe der Motor mangels Gemisch zur Verbrennung ab. Im Laufe der Jahre gab es verschiedene Systeme, um die nötige Gemischmenge für den Leerlauf im Motor bereitzustellen. Die einfachste Methode ist dabei ein mechanischer Anschlag, der die Klappe ein Stück offen lässt. Bei Motoren mit Vergasern, die mit konstantem Querschnitt arbeiten, wird im Leerlauf über eine Öffnung  Benzin in den Drosselklappenspalt abgegeben. Mit der Leerlaufeinstellschraube und dem verstellbaren Drosselklappenanschlag lassen sich Menge und Luftzahl (Zusammensetzung) des Leerlaufgemischs einstellen.
Bei Motoren mit Saugrohreinspritzung verschließt die Leerlaufeinstellschraube eine zusätzliche Bohrung, die Luft neben der Drosselklappe vorbeiführt. Mit der Position der Schraube lässt sich dabei der Leerlauf des Motors einstellen. Diese Systeme erforderten aber eine zusätzliche Einrichtung zur Leerlauferhöhung bei einem Kaltstart. Dies wurde zum Beispiel durch einen Zusatzluftschieber bei der Bosch K-Jetronic erreicht. Mit dem Aufkommen vollelektronischer Einspritzanlagen wurde die Luftmenge für den Leerlauf durch einen Stellmotor (Leerlaufregler oder Leerlaufregelventil) bereitgestellt, der aktiv und jederzeit die Leerlaufdrehzahl anheben und absenken kann. Moderne Fahrzeuge mit elektronischen Drosselklappen kommen oft ohne zusätzlichen Leerlaufregler aus, die Drosselklappe wird dabei vom Steuergerät auch aktiv für die Leerlaufregulierung angesteuert.

### Regelung der Drosselklappen-Stellung
Sofern vorhanden, wird die Stellung der Drosselklappe über den Spannungsabfall an einem Potentiometer gemessen, das direkt auf deren Achse befestigt ist. Bei neueren Drosselklappen wird der Stellwinkel durch zwei fixierte Hallsensoren und einen drehbaren Magneten gemessen. Der Messwert wird an das Motorsteuergerät geleitet, das mit den Sensordaten und dem Sollwert die Stellung der Drosselklappe regelt. Ebenso berechnet das Steuergerät aus der Stellung zusammen mit einigen anderen Werten die richtige Kraftstoff-Einspritzmenge. Eine Sonderstellung dabei nimmt die Bosch KE-Jetronic ein. Diese arbeitet – je nach Einsatzzweck – nur mit einem Volllastschalter oder auch mit einem Leerlaufschalter, der ein Signal zur Beeinflussung des Motorkennfeldes an das Steuergerät überträgt.

### Antrieb der Drosselklappe
Bei „klassischen“ Motoren bis Ende der 1990er Jahre wird die Drosselklappe direkt durch das Gaspedal betätigt, zum Beispiel über einen Seilzug oder Gestänge, bei modernen elektronisch gesteuerten Motoren geschieht das über einen elektrischen Antrieb (Gleichstrommotor mit Getriebe, selten Direktantrieb ohne Getriebe oder Schrittmotoren). Hier spricht man von E-Gas (elektronisches Gaspedal) oder auch Drive-by-Wire.

## Ausführungen
Bei Vergasern oder Motoren mit nachgerüsteten Gasanlagen nach dem Venturi-Prinzip befindet sich die Drosselklappe an einer Stelle des Ansaugtrichters hinter dem Venturi-Rohr, wo er in einen zylindrischen Querschnitt übergeht. Bei Einspritzanlagen befindet sie sich im Drosselklappengehäuse.

### Einzeldrossel / Einzeldrosselklappeneinspritzung
Hochleistungs- und Rennmotoren verwenden oft eine Drosselklappe pro Zylinder, um Ansprechverhalten und Gasdurchsatz bei hohen Drehzahlen zu verbessern, während Motoren mit geringerer Literleistung mit insgesamt einer Drosselklappe auskommen. Motoren mit scharfer Nockenwelle profitieren durch Einzeldrosseln zudem von einer Entkopplung der schwingenden Luftsäulen im Ansaugtrakt. Bei Vergasern wurde dies oft durch die Verwendung von Doppelvergasern erreicht (z. B. 2 Doppelvergaser bei einem 4-Zylinder-Motor). Bei Einspritzanlagen wird das gleiche Grundkonzept durch entsprechende Ansaugstutzen mit Einzeldrosseln erreicht, die oft auch das Einspritzventil aufnehmen. Dieses Konzept wird z. B. beim BMW M3 angewendet. Im Motorsport wird diese – wie auch Flachschieberanlagen – oft zusammen mit einer Airbox verwendet.

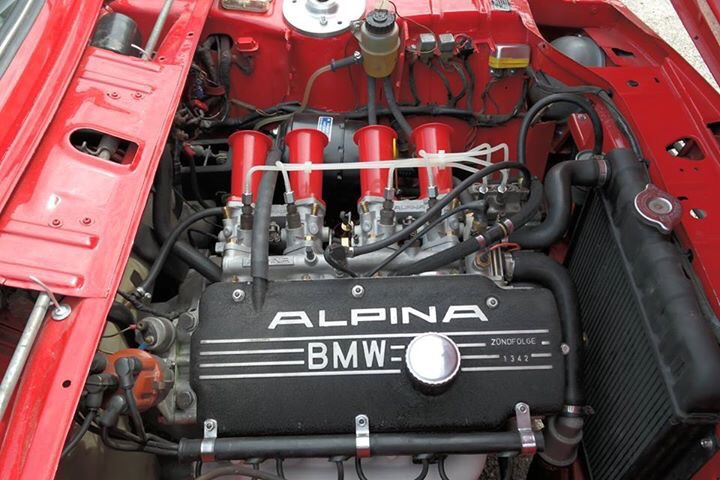
BMW M10-Motor mit Alpina-Einzeldrosselanlage (ALPINA A4-Motor) und Kugelfischer-Einspritzung
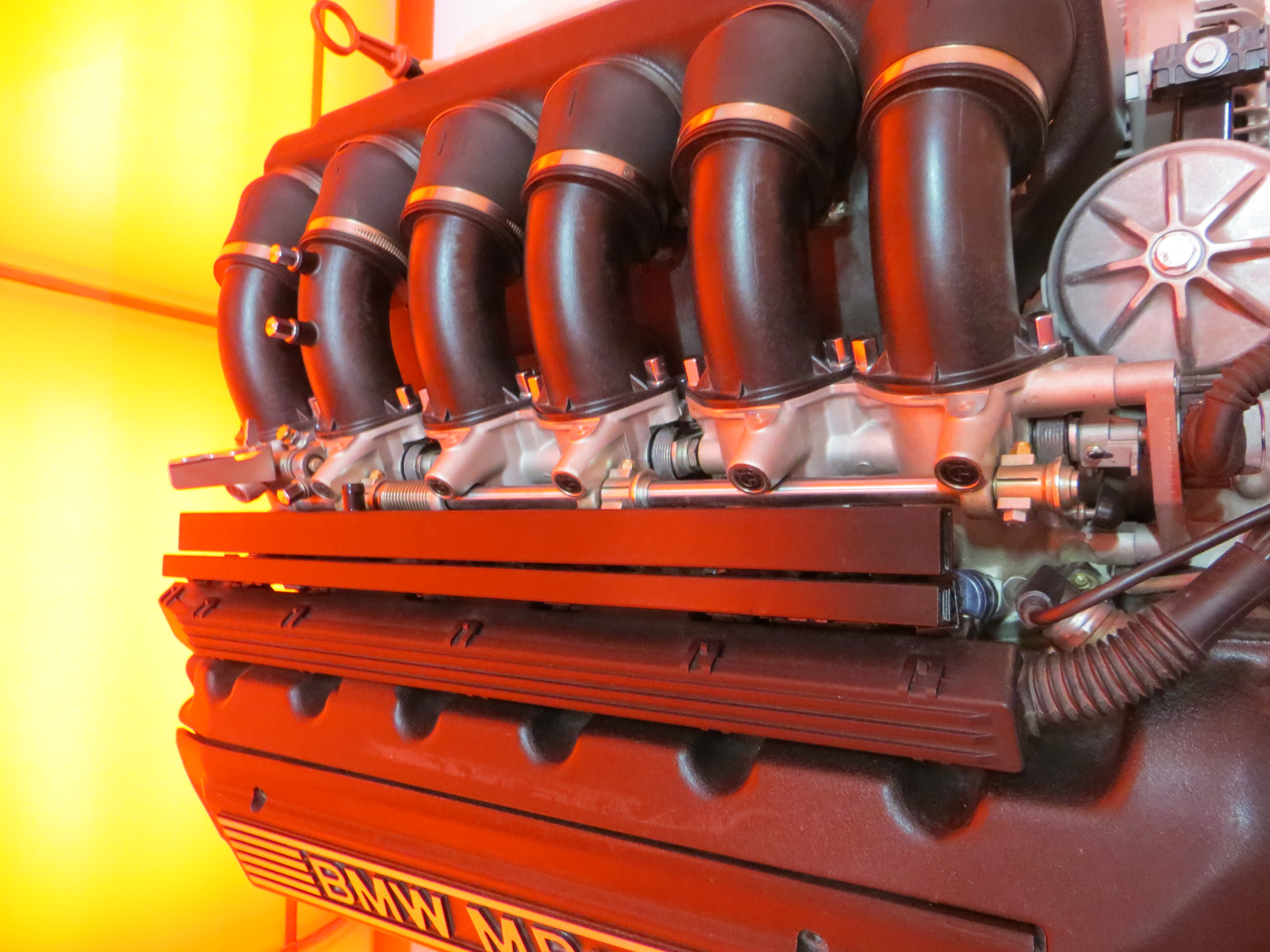
BMW S50B32-Motor aus einem BMW M3 E36 mit Einzeldrosselklappeneinspritzung
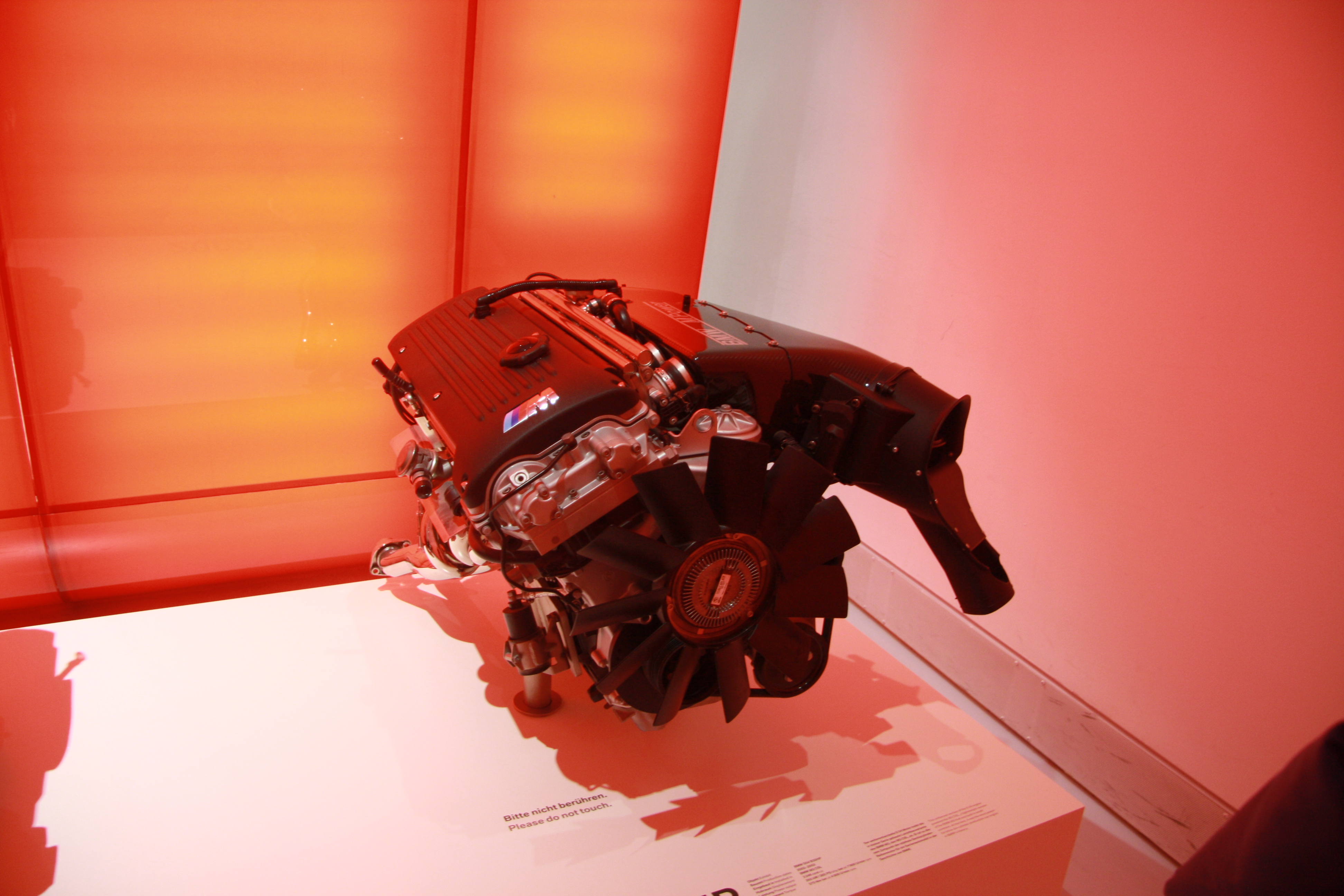
S54B32 aus dem M3 CSL mit Einzeldrossel und Airbox im BMW Museum

### Flachschieber
Eine Sonderform für Rennmotoren z. B. Renntourenwagen oder Formel-Rennwagen (teilweise auch bei Motorrädern) bildet die Verwendung von Flachschiebern in Verbindung mit Einspritzanlagen. Hierbei wird je Zylinder ein „Schieber“ wie eine Guillotine zur Seite geschoben und gibt somit den kompletten Querschnitt frei. Bei Volllast steht damit anders als bei der Einzeldrossel keine Drosselklappe und Drosselklappenwelle im Luftstrom.

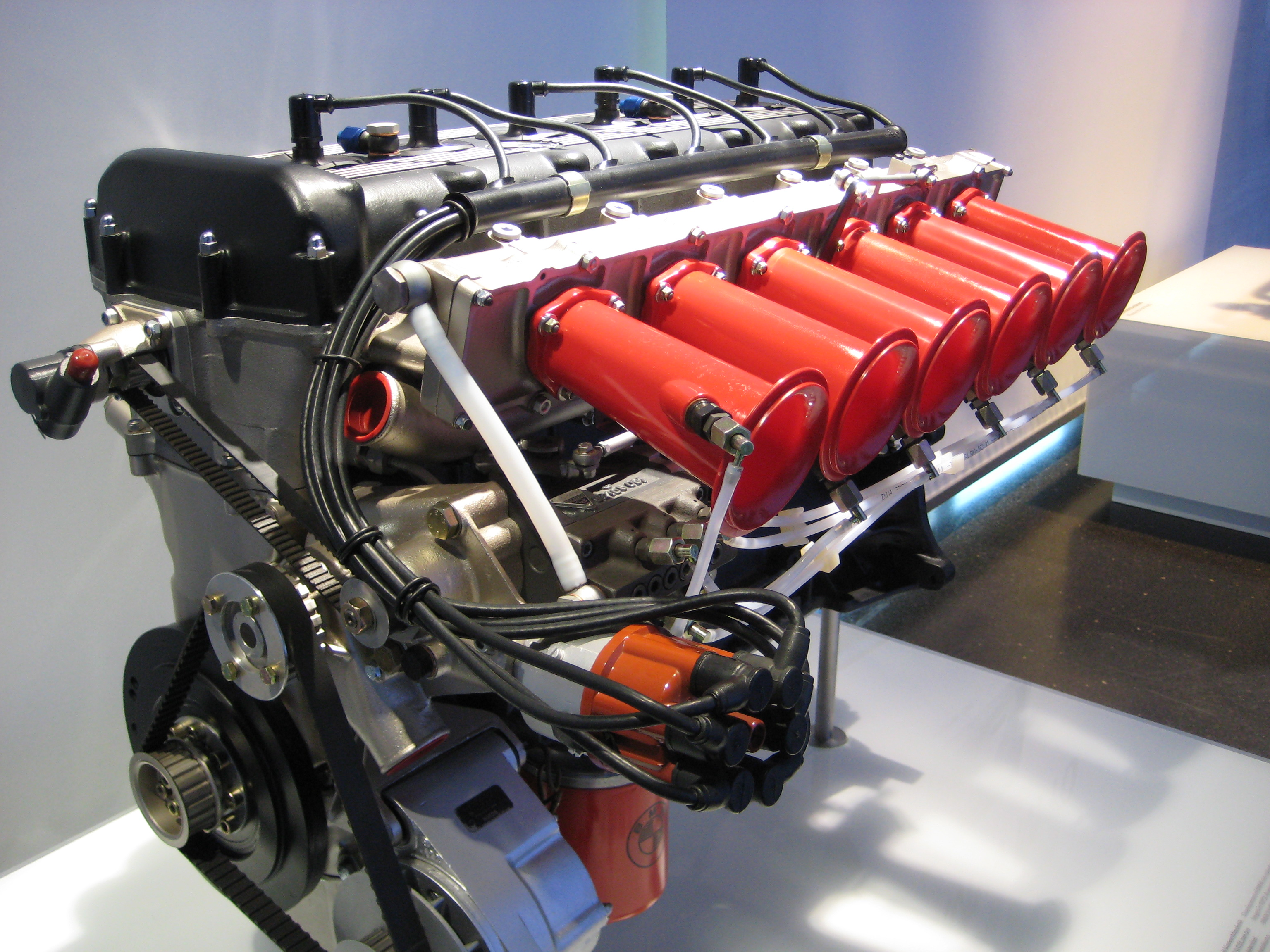
BMW Rennmotor M49 aus dem BMW E9 CSL mit Kugelfischer-Einspritzung und Flachschieberanlage
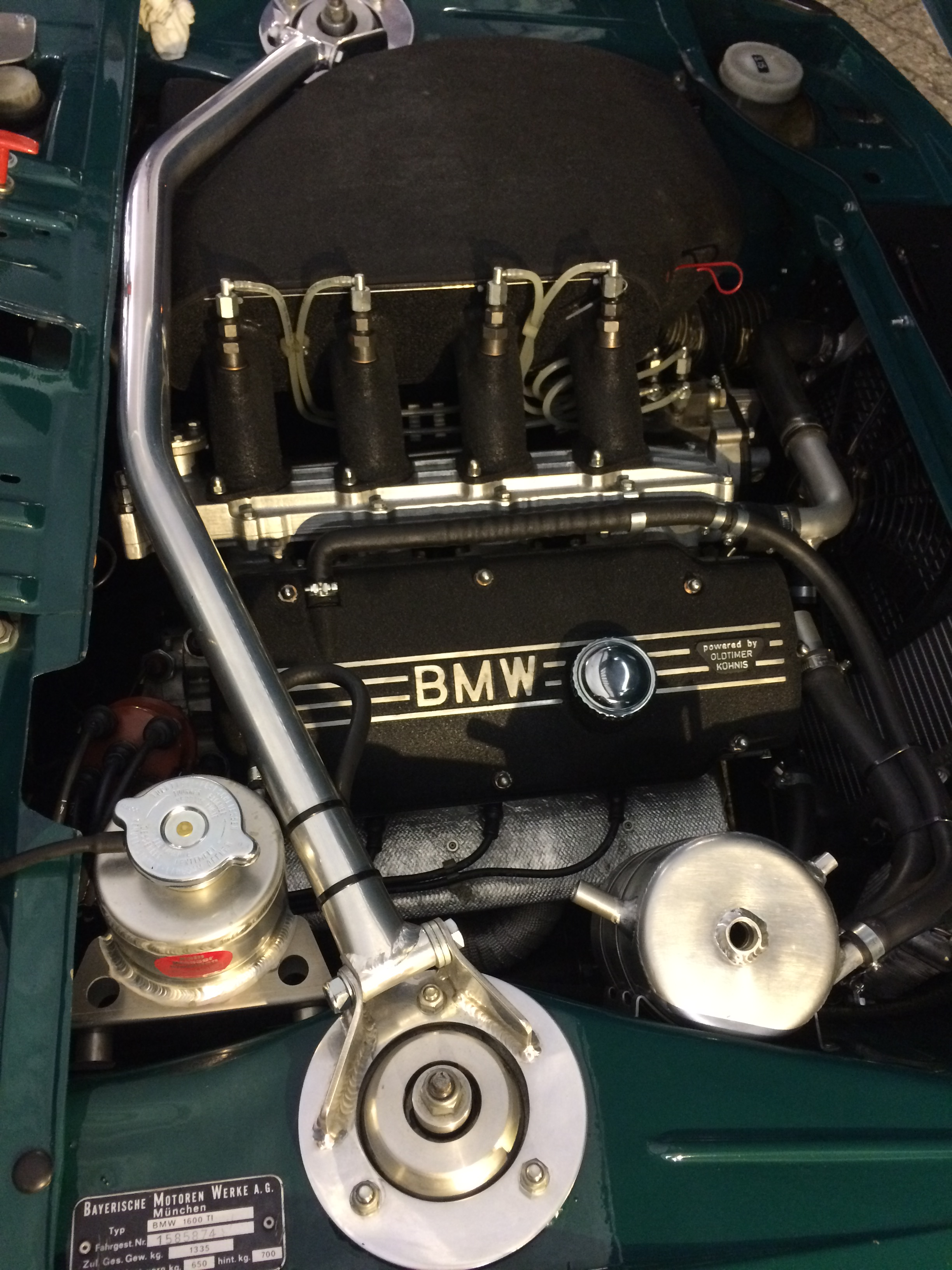
BMW M10 Rennmotor im BMW 02 mit Kugelfischer-Einspritzung und Flachschieberanlage

## Valvetronic
Der von BMW entwickelte vollvariable Ventiltrieb Valvetronic steuert die Gemischmenge über den Hub der Einlassventile. So lassen sich die Drosselverluste der Drosselklappe vermeiden und höhere Wirkungsgrade erzielen. Die geringeren Drosselverluste lassen sich durch die bessere Gemischaufbereitung und den damit möglichen höheren inneren AGR-Raten erzielen, durch die ein geringerer Unterdruck im Zylinder erzeugt wird. Eine Drosselklappe wird für den Notluftbetrieb dennoch verbaut. Im Normalbetrieb ist sie bis zum mechanischen Anschlag geöffnet.

## Dieselmotoren
Konventionelle Dieselmotoren benötigen prinzipbedingt keine Drosselklappe. Das Drehmoment wird hier, anders als beim Ottomotor, über eine Veränderung der Luftzahl λ eingestellt. Eine Regulierung der Gemischmenge durch Drosselung der Ansaugluft ist daher nicht notwendig. Eine Drosselklappe kann beim Dieselmotor anderen Zwecken als der Drehmomenteinstellung dienen, weshalb einige Dieselmotoren dennoch Drosselklappen haben.
Um das Nachlaufen beziehungsweise Auslaufen des Dieselmotors nach Abschalten der Kraftstoffzufuhr zu unterbinden, kann durch Verschließen des Auspuffes oder des Ansaugrohres ein Widerstand erzeugt werden, der den Motor augenblicklich stoppt. Um die Abgasbildung beziehungsweise die Abgasreinigung positiv zu beeinflussen, kann es sinnvoll sein, die Menge der angesaugten Frischluft zu begrenzen, wozu eine sogenannte Drallklappe eingesetzt wird, die im Prinzip wie eine Drosselklappe funktioniert. Diese wird im Teillastbetrieb teilweise geschlossen, sodass eine höhere Abgasrückführungsrate gefahren werden kann. Weniger Sauerstoff bei der Verbrennung senkt die Verbrennungstemperatur, wodurch deutlich weniger Stickoxide entstehen. Wird der Motor zusätzlich zur Drosselung noch durch vermehrte Kraftstoffeinspritzung angefettet, verbrennt der Kraftstoff nicht mehr vollständig; die so im Abgas enthaltenen Kohlenwasserstoffe und das Kohlenstoffmonoxid können zur LNT-Katalysatorregeneration eingesetzt werden.
Eine Besonderheit stellten Vorkammer-Dieselmotoren von Daimler-PKWs dar. Diese verfügten über eine Drosselklappe, um eine vakuumpneumatisch wirkende Nachreglung des Fliehkraftreglers der Dieseleinspritzpumpe im Teillastbereich zu ermöglichen.

## Die Lebensdauer der Drosselklappe
Die Lebensdauer des Gashebels ist nicht festgelegt, da sie stark von der Fahrweise und dem jeweiligen Fahrzeug abhängt. Die Drosselklappe ist nach 100'000 – 150'000 Kilometern ziemlich schmutzig und muss gereinigt werden. Die Fehlfunktion des Gashebels könnte durch eine leuchtende EPC Kontrollleuchte angezeigt werden. Bei modernen Fahrzeugen des Volkswagen-Konzerns ist dies in der Regel der Fall. Fahrzeuge, die nicht mit der EPC Kontrollleuchte ausgestattet sind, zeigen Probleme mit der Drosselklappe durch eine leuchtende Motorwarnleuchte an.
Die Symptome einer Drosselklappenfehlfunktion können von schlechtem Leerlauf, verringerter Motorleistung, schlechter Laufleistung, schlechter Beschleunigung usw. reichen. Der effektive Weg, die Lebensdauer der Drosselklappe zu verlängern, ist die regelmäßige Wartung und Reinigung.